# Sistem za upravljanje s podatkovnimi zbirkami
Sistem za upravljanje s podatkovnimi zbirkami (angleško database management system; kratica DBMS) ali tudi sistem za upravljanje s podatkovnimi bazami (kratica SUPB) je množica programov, namenjenih ustvarjanju, vzdrževanju, in nadzoru dostopa do podatkov v podatkovnih zbirkah.

## Naloge
- Kreiranje podatkovnih struktur

Kreiranje tabel in podatkovne baze omogoča modul DDL (data definition language). Omogoča kreiranje tabel, baz in spreminjanje ter brisanje le-teh.
- Vzdrževanje podatkovne zbirke

DML (data manipulation language) omogoča črpanje, vstavljanje, brisanje in ažuriranje podatkov v podatkovni bazi. Kot zgled, predstavlja DML povpraševalni jezik SQL, z ukazi kot so insert, select, update, delete.
- Zaščita podatkov

SUPB mora vsebovati mehanizem za zaščito podatkov s katerim omogoča vpogled podatkov le privilegiranim uporabnikom. 
- Zagotavljanje integritete podatkov

Pred kakršnim koli spreminjanjem (ali ustavljanjem) podatkov, se mora SUPB prepričati, da se relevantni podatki nahajajo v domeni vrednosti za dani tip. (Primer, pri vnosu v tabelo s poljem STAROST je vrednost 100039 primer neveljavne domene). Pri ohranitvi integritete si SUPB pomaga tudi s transakcijami.
- Izvajanje transakcij

SUPB implementira transakcije, s katerimi omogoča izvedbo sklopa operacij na atomaren način (»vse ali nič«). Kot primer lahko vzamemo nakazilo denarja. Ko oseba A nakaže denar osebi B, mora mehanizem v SUPB »odvzeti« X enot denarja osebi A, ter prišteti X enot denarja osebi B. Nikakor se ne sme zgoditi, da bi se samo ena od navedenih operacij izvedla.

## Moduli sistema
Sistem za upravljanje s podatkovnimi zbirkami se načeloma implementira na modularni osnovi, kjer opravlja vsak modul določeno nalogo. Standardna implementacija vsebuje naslednje module:
- Kontrolni sistem
- Povpraševalni procesor
- Metapodatkovni procesor
- Predprevajalnik
- Menujski procesor

## Nekateri sistemi
- 4th Dimension
- Btrieve
- Centura
- dBase
- Fox
- IBM DB2
- Informix
- Ingres
- InterBase
- MS SQL Server
- MS Access
- MySQL
- Oracle
- Paradox
- PostgreSQL
- Progress
- Sybase
- Total
- Ultra
- Visual dBase